# Kepler-186
Kepler-186 és una estrella nana del tipus M1 de la seqüència principal, ubicats a 151 ± 18 Parsecs (493 ± 59 anys llum) en la constel·lació del Cigne. L'estrella és una mica més freda que el sol, amb més o menys la meitat de la seva metal·licitat. Se sap que tenen cinc planetes, incloent el primer món de grandària de la Terra descobert en zona habitable: Kepler-186f. L'estrella alberga quatre planetes descoberts fins ara, tot i que Kepler-186 b, c, d, i e estan massa a prop de l'estrella i, per tant, massa calents, per tenir aigua líquida. Els quatre planetes interiors probablement estan sota les forces de marea però Kepler-186f és prou lluny en el que l'efecte de la gravetat de l'estrella és més feble que pot no haver tingut temps pel seu gir més lent.
Les simulacions de formació planetària han demostrat també que és probable que no podia haver-hi un planeta no transitori de baixa massa addicional entre Kepler-186e i Kepler-186f. Si existeix aquest planeta, no pot ser molt més massiu que la Terra, ja que podria causar inestabilitats orbitals.
| Companya (per ordre des de l'estrella) | Massa | Semieix major (ua) | Període orbital (dies) | Excentricitat | Inclinació | Radi    |
| -------------------------------------- | ----- | ------------------ | ---------------------- | ------------- | ---------- | ------- |
| b                                      | —     | 0,0343             | 3,8867907              | <0,24         | —°         | 1,07 R⊕ |
| c                                      | —     | 0,0451             | 7,267302               | <0,24         | —°         | 1,25 R⊕ |
| d                                      | —     | 0,0781             | 13,342996              | <0,25         | —°         | 1,4 R⊕  |
| e                                      | —     | 0,11               | 22,407704              | <0,24         | —°         | 1,27 R⊕ |
| f                                      | —     | 0,356              | 129,9459               | <0,34         | —°         | 1,11 R⊕ |